# Bit.Trip Flux
Bit.Trip Flux, comercialitzat com BIT.TRIP FLUX, és un videojoc de ritme musical d'estil arcade desenvolupat per Gaijin Games i publicat per Aksys Games pel servei de descàrrega WiiWare de la Wii.